# Založe
Založe – wieś w Słowenii, w gminie Polzela. 1 stycznia 2017 liczyła 444 mieszkańców.